# Expansionsventil
Ein Expansionsventil (auch Drosselventil genannt) ist eine Einrichtung, die durch eine lokale Verengung des Strömungsquerschnitts den Druck des durchfließenden Fluids vermindert und damit eine Volumenzunahme bzw. Expansion bewirkt. Die Druckreduzierung erfolgt ohne Abführung von Arbeit und idealisiert auch ohne Abführung von Wärme, das heißt thermodynamisch isenthalp.

## Bauarten
Expansionsventile können geregelt oder ungeregelt ausgeführt sein.
So stellt eine Einschnürung der Rohrleitung ein ungeregeltes Expansionsventil dar. Eine solche Engstelle, auch als Drossel bezeichnet, wird im Haushaltskühlschrank mit einem Stück Rohr sehr kleinen Durchmessers, auch Kapillare genannt, verwirklicht.
In Anlagen mit größerer Leistung werden geregelte Expansionsventile eingesetzt. Hierbei wird der Querschnitt und damit der Druckabfall nach einer geeigneten Führungsgröße geregelt. Im Falle einer Kältemaschine kann eine solche Führungsgröße beispielsweise der Druck im sich anschließenden Verdampfer sein, womit sich dann eine annähernd konstante Temperatur des gekühlten Mediums ergibt.

## Nutzung in einer Kompressionskältemaschine
In einer Kaltdampf-Kompressionskältemaschine, wie sie beispielsweise in einem Kühlschrank oder vielen Bauformen der Klimaanlage verwendet wird, reduziert das Expansionsventil den Druck des Arbeitsfluids (Kältemittels), das üblicherweise als nahezu siedende Flüssigkeit in das Expansionsventil eintritt. Hier erfährt es eine Zustandsänderung, die in erster Näherung als adiabat isenthalp angenommen werden kann; das bedeutet, dass weder Wärme mit der Umgebung ausgetauscht wird (adiabat) noch sich die Enthalpie des Fluids ändert (isenthalp). Ein Teil des Fluids verdampft beim Durchgang durch das Expansionsventil, während der andere Teil im flüssigen Zustand verbleibt. Anschließend gelangt das Arbeitsfluid in den Verdampfer, wo der noch flüssige Anteil Wärme aus der Umgebung aufnimmt und so den eigentlichen Nutzen der Kältemaschine realisiert.
In großen Anlagen wird das Expansionsventil durch eine Turbine ersetzt. Da mit der Turbine eine mechanische Nutzleistung gewonnen wird, ist die Zustandsänderung beim Durchgang durch die Turbine nicht mehr isenthalp, (Wird hierbei eine perfekte arbeitende Turbine vorausgesetzt ) handelt es sich um eine isentrope Zustandsänderung.